# Efringen-Kirchen
Efringen-Kirchen – gmina w Niemczech, w kraju związkowym Badenia-Wirtembergia, w rejencji Fryburg, w regionie Hochrhein-Bodensee, w powiecie Lörrach. Leży nad Renem, przy granicy z Francją, na północny zachód od Lörrach i Weil am Rhein.

## Polityka
Ostatnie wybory samorządowe odbyły się 13 czerwca 2004, w radzie miasta zasiada 16 radnych.
| Partia             | % głosów | Porównanie | Ilość radnych |
| ------------------ | -------- | ---------- | ------------- |
| CDU                | 41,8%    | -1,9%      | 11            |
| FDP/DVP            | 25,4%    | +0,7%      | 6             |
| SPD                | 19,2%    | -3,4%      | 5             |
| Związek 90/Zieloni | 13,6%    | +4,6%      | 3             |

## Transport
Przez teren gminy przebiega autostrada A5 (Alsfeld–Weil am Rhein), droga krajowa B3 (Buxtehude – Weil am Rhein) oraz linia kolejowa.

## Zobacz też

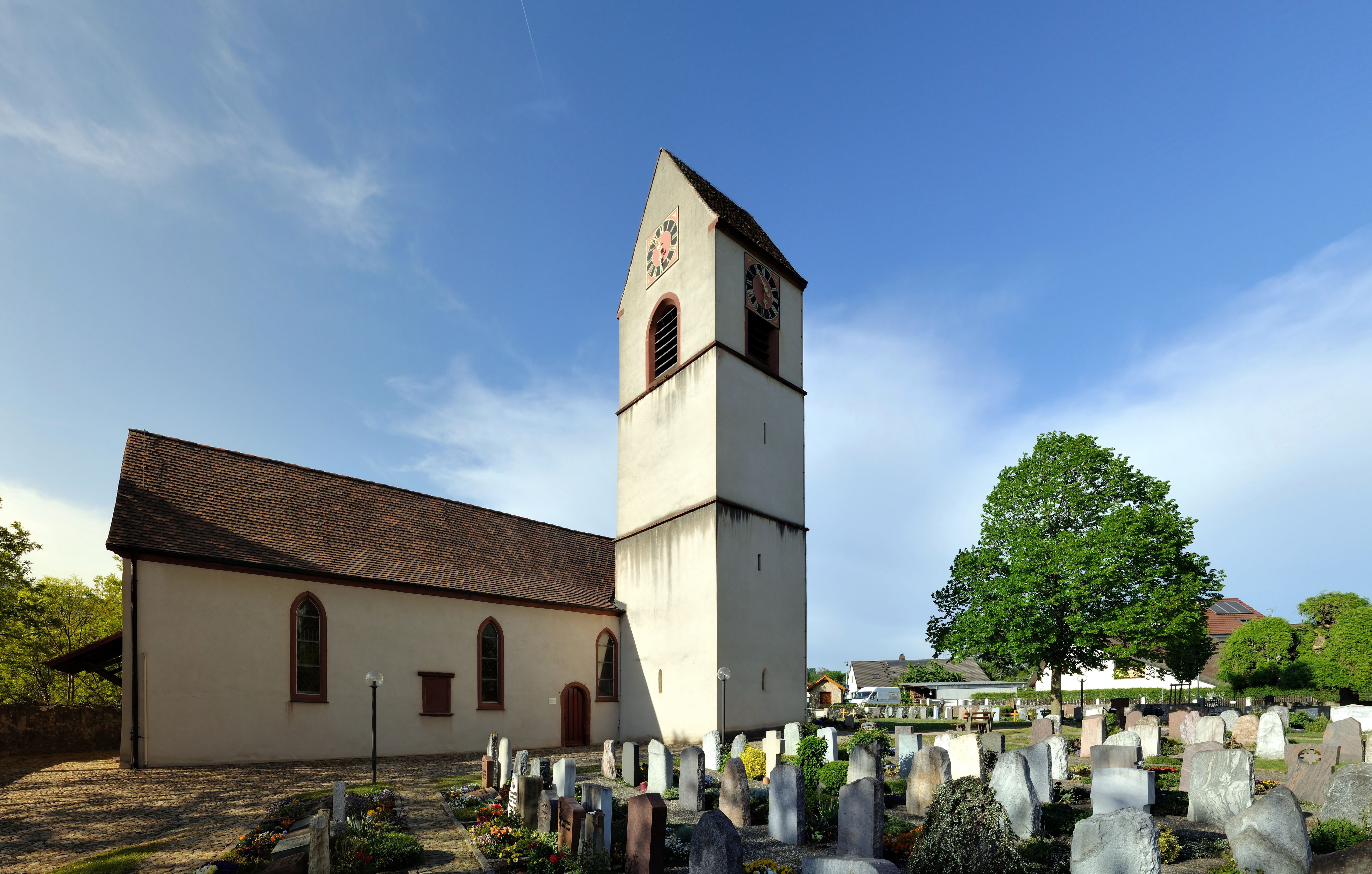
Kościół ewangelicki w dzielnicy fringen
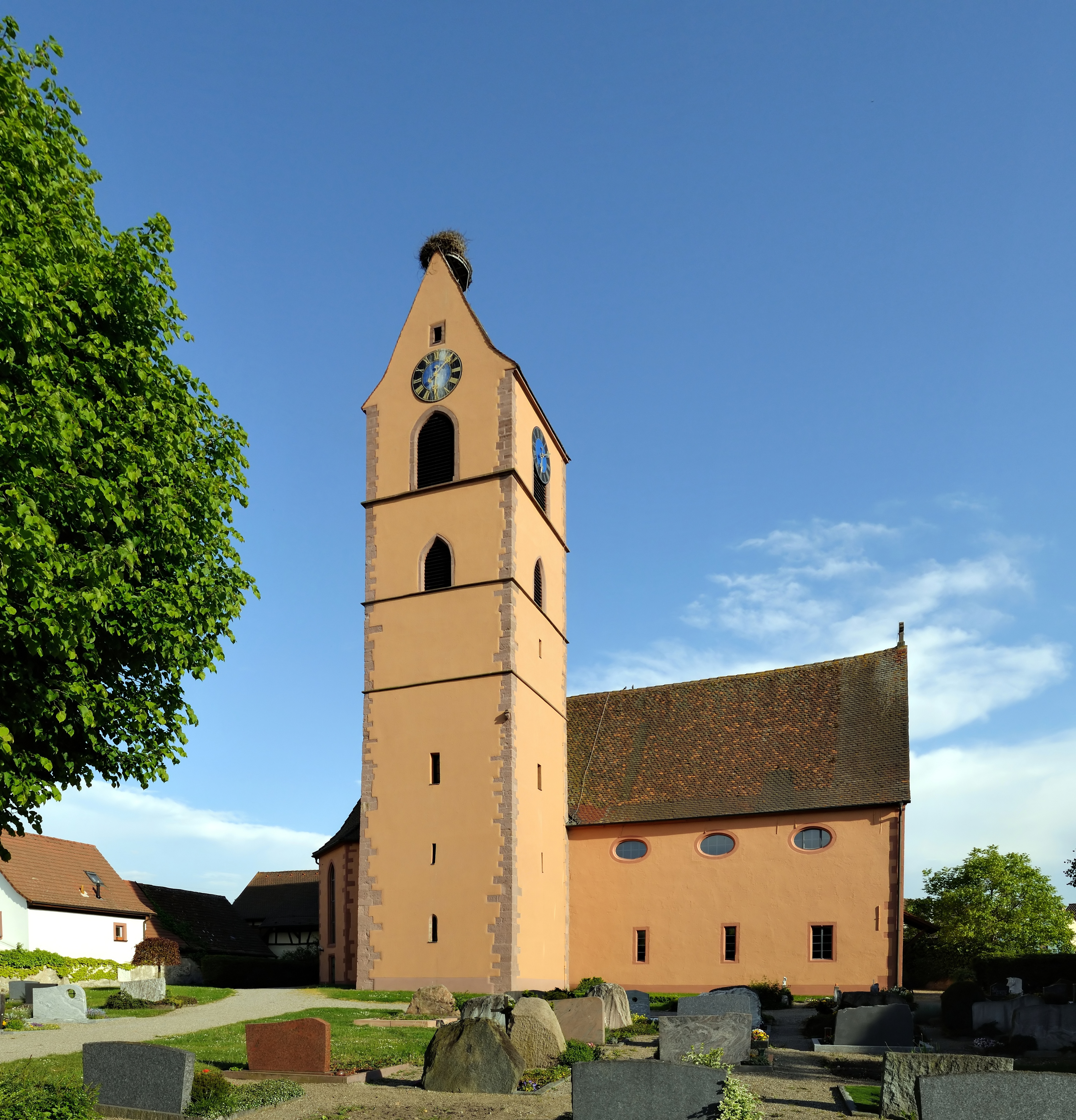
Kościół ewangelicki w dzielnicy Kirchen